# Ben-Hur
Ben-Hur je ameriški zgodovinski filmski spektakel, posnet leta 1959. Scenarij je nastal po romanu Lewa Wallacea Ben-Hur, zgodba o Kristusu.
Film je osvojil 11 oskarjev in 4 zlate globuse in velja za enega izmed najuspešnejših filmov v zgodovini.

## Vsebina
Dogajanje je postavljeno v rimsko provinco Judejo v 1. stoletje našega štetja. V ospredju je življenjska zgodba judovskega princa po imenu Juda Ben-Hur. Z družino živi v času Jezusa Kristusa. Njegov prijatelj Messala postane rimski častnik, ki slovi po svoji krutosti in maščevalnosti. Ko Juda odkloni, da bi mu pomagal najti judovske upornike, ga Messala kaznuje. Izrabi nesrečni dogodek, zato se Ben-Hur po znajde na sodišču zaradi poskusa umora rimskega guvernerja. Obsodijo ga na delo veslača na rimski galeji, medtem ko njegova mati in sestra pristaneta v zaporu. Ben-Hur kot obsojenec sreča Jezusa, ki mu da piti vode. Zaradi tega težke življenjske preizkušnje srečno prenese in preživi triletno služenje na ladjah. Med pomorsko bitko proti makedonskemu ladjevju iz vode reši rimskega poveljnika Kvinta Arija. Ta ga v zahvalo osvobodi in posvoji. Ben-Hur postane Arijev dedič in rimski državljan.
Upravnik Judeje medtem postane Poncij Pilat, Juda pa se po štirih letih tako spet svoboden vrne domov, da bi se maščeval Messali. Izzove ga na tekmovanje v dirkah bojnih vozov. Messala se tam hudo ponesreči. Predno umre, zmagovalcu dirke Judi pove, da sta mati in sestra živi, a da sta zboleli za gobavostjo.
Juda ju poišče in odpelje na Golgoto, kjer so priča Kristusovem križanju. Zgodi se čudež - obe gobavki ozdravita.